# Gare de Louroux-de-Bouble
Gare de Louroux-de-Bouble vasútállomás Franciaországban, Louroux-de-Bouble településen.

## Vasútvonalak
Az állomást az alábbi vasútvonalak érintik:
- Commentry-Gannat-vasútvonal

## Kapcsolódó állomások
A vasútállomáshoz az alábbi állomások vannak a legközelebb:
- Gare de Lapeyrouse
- Gare de Bellenaves